# László Babai
Pour les articles homonymes, voir Babai (homonymie).
Dans le nom hongrois Babai László, le nom de famille précède le prénom, mais cet article utilise l’ordre habituel en français László Babai, où le prénom précède le nom.
László Babai ([ˈlaːsloː], [ˈbɒbɒi]), né le 20 juillet 1950 à Budapest, est un professeur de mathématiques et d'informatique hongro-américain, enseignant actuellement à l'université de Chicago. Il est connu pour les systèmes de preuve interactive, l'introduction du terme « algorithme de Las Vegas » et l'utilisation de méthodes de la théorie des groupes pour le problème de l'isomorphisme de graphes. Il est lauréat du prix Gödel 1993.
En décembre 2015 il propose un algorithme quasi-polynomial pour résoudre le problème de l'isomorphisme de graphes, faisant largement descendre la borne de complexité de ce problème qui joue un rôle déterminant en théorie de la complexité NP.  Ce résultat émerveille la communauté scientifique de l'algorithmique.

## Distinctions
- Médaille Tibor-Szele (1993)